# 中澤まさとも
中澤 まさとも（なかざわ まさとも、1983年2月14日 - ）は、日本の声優、俳優。東京俳優生活協同組合所属。東京都練馬区出身。本名・旧芸名は、中澤 匡智（読み同じ）。

## 経歴
家族によると小さい頃から好きなことをしており、好きなことに集中する子供だったという。
小学校時代から職業としての声優は知っていたが、直接声優を意識したのはアニメ映画『ストリートファイターII MOVIE』。パンフレットで母の友人だったバルログ役の塩沢兼人に偶然、目に入って「あの格好いい声はこういう方がやってらっしゃるんだ！ 」と興味を持つ。
小学校時代の頃は友人の影響でマンガクラブに所属。
本格的に声優を目指そうと思ったのは大きなきっかけがあったわけではないが、中学時代に友人と好きだった漫画の『月刊少年ガンガン』で連載された天野こずえの初連載作品『浪漫倶楽部』を台詞を読み上げてテープに録音する遊びを始めて、初めて役を演じていた。この経験を「きっかけかもしれません」と語っている。
中学校進学前から母に連れられ、劇団青年座公演『ブンナよ、木からおりてこい』、『レ・ミゼラブル』など何度か演劇を観ていた機会があり、芝居の楽しさを知り、演劇部に所属。照明といった裏方をしたかったが、役者が足らず、演者として『銀河鉄道の夜』のザネリの子分役で舞台に立つ。
高校時代は演劇部、放送部、天文部、漫画研究部、美術部、家庭科同好会に所属していた。一番力を入れていたのは、演劇部、放送部、漫画研究部であり、中学3年生くらいから声優になるという目標を意識していたため、演劇部と放送部はその勉強のためもあり、小さい頃から、声優、芝居の刷り込み効果が激しかったため、将来は「声優になりたい」と思うようになった。
高校1年生の時に『声優グランプリ』主催のオーディション『声優スター☆誕生計画』第1回に応募して合格。賢プロダクションにお世話になりながら基礎を勉強するために高校在学中に賢プロダクションから薦められた東京アナウンスアカデミー（現：東京アナウンス・声優アカデミー）に通っていた。
日本大学芸術学部映画学科演技コース中退。進路を考える時期が来て、「もっと色々なものにも出会いたいと」と思って大学受験を決めて、賢プロダクションにも相談して、1年間声優の修行を休み、受験勉強に励み、進学。在学中、賢プロダクションの養成所に3期生として通う。高校時代に「自分は何でもやれるんだ！」と勘違いしており、大学でも同じようにしようと大学時代に友人が撮影していた自主映画に出ていた。声優になると外画の吹き替えも出演することになることから、「映像や映画制作のことを知っておいたほうがいいだろう」と思っていた。その頃、高校時代に色々ことをしていた自負もあったため、「僕がなりたいのは声優や役者にこだわらない“表現者”なんだ！」と考えていたという。
賢プロダクションに所属したが正所属にまでは至らず、後に退社。その後はしばらくフリーで舞台演劇の客演をしていた。養成所時代に知り合った声優の先輩・後輩とは親交があり、色々な経験を積んだ上で「やっぱり自分は声優になりたい」という想いが強くなり、ネットで検索して見つけた2008年3月8日に行われた「第2回声優アワード新人発掘オーディション」で、参加企業の内11社から指名を受けて合格し、交友のあった景浦大輔の紹介もあり、トリトリオフィス（後にトリアスと合併し、パワー・ライズとなる）所属になる。
2016年5月31日付で、パワー・ライズを退所し、フリーとなる。また、フリーランス期間の活動のサポートを粕谷幸司に依頼したことを自身の公式ブログで発表した。同年12月1日、東京俳優生活協同組合所属となったことを発表。以前はプロダクション・タンクに所属していた。
2020年12月31日、自身のTwitterにて「妻子ある父親であること」を公表した。

## 人物
学生時代に演劇をしていた母、姉、本人との双子の弟がいる。同じく声優である森永理科は親戚。
特技はスーツアクター（アクション、殺陣）、スキー、ダミーヘッドマイク。趣味はイラスト。
大学在学中に色々な自主映画に出ていたこともあり、アクションもやるようになった。高校2年生の時の教師が教科書もあまり使わず、授業の前には当時放送していた特撮テレビドラマ作品『仮面ライダークウガ』のその週のあらすじを紹介しており、「今の『仮面ライダー』ってそうなってるんだ」と興味が沸き、毎週チェックするようになって、特撮・アクションに「少しずつ開眼したのかもしれない」と語る。フリーだった時期にアクションスクールに通っていたこともあり、紹介されてヒーローショーでスーツアクターをするようになったという。

## 出演
太字はメインキャラクター。

### テレビアニメ
2003年
- 藍より青し〜縁〜（少年A）
- DEAR BOYS（男子生徒）

2009年
- 鋼の錬金術師 FULLMETAL ALCHEMIST（兵士）

2013年
- 銀の匙 Silver Spoon（豊田直樹）

2014年
- 人生相談テレビアニメーション「人生」（明日川要）
- DRAMAtical Murder（クリア）
- ハイキュー!!（2014年 - 2020年、二口堅治） - 4シリーズ / 2015年に総集編『勝者と敗者』劇場上映

2015年
- 乱歩奇譚 Game of Laplace（野次馬A、刑事）

2017年
- 風夏（観客）
- キラキラ☆プリキュアアラモード（横川りゅうた、英語教師、男性）
- 機動戦士ガンダム 鉄血のオルフェンズ（アリアンロッド艦隊兵士）
- サクラクエスト（中山）
- ID-0（オペレーターC）
- プリンセス・プリンシパル（エリック）

2018年
- 狐狸之声（リン・ルイジャ、男性マネージャー）

2019年
- ギヴン（中山春樹）

2020年
- 巨人族の花嫁（バロ・バロウズ）
- NOBLESSE -ノブレス-（タオ）

2021年
- ワンダーエッグ・プライオリティ（沢木修一郎、怪物沢木）
- 結城友奈は勇者である -大満開の章-

2022年
- ブルーロック（久遠渉）
- BLEACH 千年血戦篇（死神）

2023年
- 英雄王、武を極めるため転生す 〜そして、世界最強の見習い騎士♀〜（セオドア）

2024年
- 黄昏アウトフォーカス（市川義一）

2025年
- Unnamed Memory Act.2（レジス）
- 光が死んだ夏（忌堂晃平）

### 劇場アニメ
- フリクリ プログレ（2018年、マルコ野方[29]）
- 映画 ギヴン（2020年 - 2024年、中山春樹[30]） - 2作品[一覧 2]
- あんさんぶるスターズ!!-Road to Show!!-（2022年、風早巽）
- 劇場版ブルーロック -EPISODE 凪-（2024年、久遠渉）

### OVA
- BLB（2014年、馬場優人[31]）
- Landreaall（2017年、マクディ＝エミール・エンドゴーシュ）
- ヤリチン☆ビッチ部（2018年、鹿谷樹[32]） - コミックス第3巻DVD付き限定版
- ギヴン うらがわの存在（2021年、中山春樹[33]） - コミックス第7巻DVD付き限定版

### Webアニメ
- ヘタリア The World Twinkle（2015年、ハットリバー[34]）
- 誘惑★オフィスLOVER2（2017年、立花律）
- 多数欠（2021年、成田実篤）
- ブルーロック あでぃしょなる・たいむ!（2022年、久遠渉）

### ゲーム
2012年
- PhaseD 黒聖の章（久世遥）
- PROJECT X ZONE（降魔、イノブタ〈大〉、古代バミューダ族、エビタン）

2013年
- アルファディア ジェネシス（ウォルター）
- 図書室のネヴァジスタ THE FOOL（御影清史郎）

2014年
- アルファディア ジェネシス2（ユリウス皇子）
- アルフヘイムの魔物使い（スキタリス）
- 奇妙な恋のシェアハウス（仁科暁）
- 越えざるは紅い花〜大河は未来を紡ぐ〜（ルジ）
- DRAMAtical Murder re:code（クリア）
- ハイキュー!! 繋げ!頂の景色!!（二口堅治）

2015年
- 神足町人妖譚 〜迷イ子ノ章〜（向島天遊）
- グロリアスセイバー（サマー）
- SecondSecret（千歳知夏）
- 忍務遂行（古舘空）
- PROJECT X ZONE 2:BRAVE NEW WORLD（ヘル＝プライド、お宝カイコ、ゴールデンミミック、ジェントルメン、ダダッタ）
- ボクとセカイのユークリッド（明里真冬）
- 夢王国と眠れる100人の王子様（陽影）

2016年
- 茜さすセカイでキミと詠う（酒呑童子）
- 英国探偵ミステリア The Crown（ジャック・ミラーズ〈切り裂きジャック〉）
- 越えざるは紅い花 〜恋は月に導かれる〜（ルジ）
- シルヴァリオ ヴェンデッタ -Verse of Orpheus-（ルシード・グランセニック）
- ドラゴンハンターCOOP
- ハイキュー!! Cross team match!（二口堅治）
- Magical Stone（グラーゼン、ロキ）
- 雷子-紺碧の章（役名不明）
- LOVE☆スクランブル（垣内彰斗）

2017年
- アニドルカラーズ（夏月雫）
- 吉原彼岸花 久遠の契り（伊勢屋惣一郎）

2018年
- アイ★チュウ（クリストファー）
- ブラウンダスト（ヴァイン、カーリー）

2019年
- 乙女剣武蔵（桂小五郎）
- リンクスリングス（ゼファー）
- 私立ベルばら学園 ～ベルサイユのばらRe*imagination～（花野ラヴィアンローズ）

2020年
- あんさんぶるスターズ!! Basic / Music（風早巽） - 2作品
- 永遠の7日（ヴィアティン）

2021年
- モンスターストライク（2021年 - 2025年、ダウト、ウボ＝サスラ、パラノヴィア）

2022年
- 夢職人と忘れじの黒い妖精（葵）
- 非人類学園（ヴィアティン）
- ミリオンダラーボーイズ（ニカ）
- サンクタス戦記-GYEE-（ロム）

2023年
- 越えざるは紅い花～対の月～（ルジ）
- 信長の野望 出陣（宇喜多秀家、片倉小十郎、山中鹿之介）

2024年
- イケメン源氏伝（六花）
- ブルーロック BLAZEBATTLE（久遠渉）
- ブレイクマイケース（隠岐谷誓）

### アプリ
- シチュエーションカレシ「ぽかぽかカレシ」（2015年、こたつ・毛布）

### ドラマCD
- 異世界魔法は遅れてる! ドラマCD「水明誘拐」（炎帝[72]）
- 英国探偵ミステリア The Crownシリーズ（切り裂きジャック）
  - 初回豪華版特典ミニドラマCD「秘密のおやゆびミステリア!?」[73]
  - アニメイト店舗特典ドラマCD「ミステリアラジオ・創刊準備号」
  - アニメガ店舗特典ドラマCD お叱り編「これでも聞いて、反省したまえ」[74]
  - かりん通販店舗特典ドラマCD 「怪盗直伝♪レディのハートいただきLESSON」
  - ステラワース店舗特典ドラマCD 励まし編「これでも聞いて、元気出せよ！」
- エスケープジャーニー（久見直人）
- Vie Durant*undo~caprice Drama Album Vol.3 僕を呼ぶ声（マルク）
- 壁ドン！SONG♪シリーズ1st そのカレ、深海頼生（フカミライ）（深海頼生）
- 月刊むらさきCD 8月号 ※C&C通販8月度特典
- 多数欠（成田実篤[75]）
- 図書室のネヴァジスタ ドラマCD episode0（御影清史郎[76]）
- 七人のツンデレ
- Sound Drama Fate/EXTRA 第一章「月の聖杯戦争」
- ボクとセカイのユークリッド ドラマCD「いつものボクたちは　いつものセカイに」（明里真冬[77]）
- 元カレが腐男子になっておりまして。（錫也の同僚[78]）
- もんだいフード★モンスターズ（オールオイル・シェイク）
  - MENU1 オールオイル・シェイク　
  - アニメイト全巻購入特典ドラマCD「もんだいセットを召し上がれ」
- 約束の音色（高橋朔也[79]）
- ラブネットチューン Type-02 ミモザ（ミモザ[80]）
- 恋色始標（茅野秋良）
  - 恋色始標 FILM.5
  - 恋色始標 Sweet Days FILM.5
- Lit Klatch ドラマCD 01 ロールプレイ（斎賀）
- わたしが猫になった日
- 君恋シグナル（黄瀬榛名）
  - ドラマCD 君恋シグナル
  - アニメイト全巻購入特典ドラマCD 「シークレットリレートークCD」
  - YELLOW×黄瀬榛名
  - ドラマCD 君恋シグナル ―After Story―
- CHARM OF FATE Route.1 （言田響）
- 一途なカレにひたすら告白されるCD Another ～ワルイオトコ編～（賀集亮介）
- 酔いどれののの vol.4 ～お酒の力を借りて～（鍋島昇）
- BBB（望月信之介）
  - BBB-Traplip- TYPE.8 バツイチ
  - BBB-Honeylip- episode 4
- Time [never] comes back!? voice drama album Chapter.01（豊臣エリック）
- 「ALL RUSH!!」ドラマ＆キャラクターソングCD 第2巻（嬉野衛）

### BLCD
2014年
- DRAMAtical Murder Drama CD（クリア）
  - DRAMAtical Murder Drama CD vol.2

- ヤンデレ天国BLACK〜真誠学園生徒会編〜（柘植侑）

2015年
- 清澗寺家シリーズ 7 罪の褥も濡れる夜2（三浦）
- 玉響（松本信吾）
- 魔彼 MAKARE〜魔は来たりて彼を堕とす〜シリーズ（2015年 - 2018年、ルシファー）
  - 魔彼 MAKARE〜魔は来たりて彼を堕とす〜第3巻 drei「咎の章」
  - 魔彼 MAKARE〜魔は来たりて彼を堕とす〜第5巻 全巻購入特典
  - 魔彼 MAKARE〜魔は来たりて彼を堕とす〜第3巻 地編
  - 魔彼 MAKARE〜魔は来たりて彼を堕とす〜第5巻 地編全巻購入特典

- だってまおうさまは彼が嫌いシリーズ （2015年 - 2016年、麻道）
  - だってまおうさまは彼が嫌い 2
  - だってまおうさまは彼が嫌い 3巻ミニドラマCD付
  - だってまおうさまは彼が嫌い 3

- 好きなひとほど（飯田）
- アウトフェイス ダブル・バインド外伝（稗田）
- 寄越す犬、めくる夜シリーズ（2015年 - 2016年、菊池春真）
  - 寄越す犬、めくる夜1
  - 寄越す犬、めくる夜2

- 花鳥風月シリーズ（城山博巳）
  - 花鳥風月 2
  - 花鳥風月 3

- 無慈悲なカラダ（辰巳）

2016年
- 孤独な鷹は人恋しくて（上田）
- パパ's アサシン。〜龍之介は飛んでゆく。〜（ホームレス）
- CHiRAL CAFEへようこそ2（クリア）
- 私立オメガ学園－迷いのAV男子編－（和泉奏叶）
- 木嶋くんのキケンな学園祭v（音無修哉）※コミックスアニメイト限定セット
- ヤリチン☆ビッチ部 シリーズ（2016年 - 2023年、鹿谷樹）
  - ヤリチン☆ビッチ部 
  - ヤリチン☆ビッチ部2
  - ヤリチン☆ビッチ部3
  - ヤリチン☆ビッチ部4
  - ヤリチン☆ビッチ部5

- 僕らの恋と青春の全てシリーズ（2016年 - 2017年、市原幹彦）
  - 僕らの恋と青春のすべて case：01 弓道部の僕ら　
  - 僕らの恋と青春のすべて case：03 二歳差の僕ら

- SecondSecret シリーズ（2016年 - 2017年、千歳知夏）
  - Bump of Lovers 
  - Baby's lots of Love

- 狼は花の馨り2 限定版CD付（イルウェス）
- よるとあさの歌（2016年 - 2019年、カヨイ）
  - よるとあさの歌 Ec

- 男子校REC! 放課後★告白大作戦編（紺野海斗）
- エスケープジャーニー（2016年 - 2021年、久見直人）
  - エスケープジャーニー2

- 片恋。vol.2  セフレに片恋。（六ツ美四季）
- 恋とはバカであることだ（直人）

2017年
- 僕は君のいいなり（2017年 - 2018年、木下司）
  - 僕は君のいいなり 2

- お隣さんちの兄弟事情〜山田家の場合〜（山田太一）
- 週末のはなし（赤根ユキト）
- はじめてのひと（リク）
- 嫁に来ないか（庭坂真弓）
- あのこはソレを我慢できない（松田惇也）
- 赤のテアトル（ユーリ・アバルキン）

2018年
- 手中に落としていいですか（御子柴）
- ちんつぶ4（広尾）
- くらやみにストロボ（長谷浩一）
- Beautiful Life!+
- 恋とか愛とか、そういうの（キュウ）
- ヨガりすぎておかしくなりそう（浅名テル）

2020年
- 幼馴染をメスイキ調教〜好きだからNTR（寝取り）ます（小倉与）
- 僕たちのキス。マウント編（一条千晶）
- 黄昏アウトフォーカス（2020年 - 2025年、市川義一）
  - 黄昏アウトフォーカス overlap
  - 黄昏アウトフォーカス long take

- LOVE HOLE 303号室 〜ミッナイ◆お前にINしたい〜（野波郁）
- 巨人族の花嫁（バロ・バロウズ）
- こんなの運命じゃないから勘違いしないで（桐ケ谷悠然）

2021年
- 残像スローモーション（市川義一）
- キスで溶かしたそのあとに（小野澤瑞基）

2022年
- 宵宵モノローグ（市川義一）

### 吹き替え

#### 映画
- 悪魔の毒々パーティー（ジュールズ）
- インバージョン 転移（アダム）
- スレンダーマン 奴を見たら、終わり（トム）
- マーキュリーマン（アルシス 他）
- ファンタスティック・ストーン 邪悪な魔獣と導かれし勇者（セオ）

#### ドラマ
- ガール・ミーツ・ワールド（ジャック）
- KILLJOYS/銀河の賞金ハンター（スクリー）
- ハイスクール・ウルフ（脇役）
- デアゴスティーニ 隔週刊 名探偵ポワロ DVDコレクション
  - 第5号「葬儀を終えて」（ジョージ・アバネシー）
  - 第12号「マギンティ夫人は死んだ」（ジェームズ・ベントリー）

### テレビ番組
- エチカの鏡〜ココロにキクTV〜
- 奇跡体験!アンビリバボー
- アニメマシテ（2014年9月23日、テレビ東京）
- オールナイト声優フジ 第2・3・5夜（2021年 - 2022年、フジテレビTWO）

### 特撮
- 仮面ライダーシリーズ（東映）
  - 劇場版 仮面ライダーディケイド オールライダー対大ショッカー（2009年公開） - スーツアクター[注 4]
  - オーズ・電王・オールライダー レッツゴー仮面ライダー（2011年公開） - スーツアクター
  - 仮面ライダー×仮面ライダー ウィザード&フォーゼ MOVIE大戦アルティメイタム（2012年公開） - スーツアクター[注 5]、怪人の声[注 6]
  - 仮面ライダー×仮面ライダー ドライブ&鎧武 MOVIE大戦フルスロットル（2014年公開） - スーツアクター
- 海賊戦隊ゴーカイジャー（2011年） - スーツアクター[92]
- ゴーカイジャー ゴセイジャー スーパー戦隊199ヒーロー大決戦（2011年公開、東映） - スーツアクター・吹替
- スーパーヒーロー大戦シリーズ（東映）
  - 仮面ライダー×スーパー戦隊 スーパーヒーロー大戦（2012年公開） - スーツアクター
  - 仮面ライダー×スーパー戦隊×宇宙刑事 スーパーヒーロー大戦Z（2013年公開） - スーツアクター
  - 平成ライダー対昭和ライダー 仮面ライダー大戦 feat.スーパー戦隊（2014年公開） - スーツアクター
- ウルトラシリーズ
  - ウルトラマンブレーザー（2023年、パグの声）
  - ウルトラマンオメガ 直前スペシャル（2025年、パグの声）

### アトラクション
- ジョイポリス新3Dサウンドアトラクション「かごめ唄」（2003年4月稼動） - 亡霊 役

### 舞台・朗読劇

#### 2000年代
- 『精一杯にのんびりと』（2002年、劇団D-special） - 関口健 役
- 『裏☆忠臣蔵〜メイドインおおさか〜』（2003年、賢プロダクション新人公演） - 菅野三平 役
- 『マクベス』（2005年、西東京アクターズカンパニー） - 兵士、殺し屋、召係、小シーワード 役
- 『新撰組in1944〜ナチス少年合唱団〜』（2005年、月蝕歌劇団）
- 『盲人書簡・上海篇』（2005年、月蝕歌劇団）
- 『真相-criminal-』（2005年、劇団シナプス成長期） - 目黒 役
- 『キャンドルは燃えているか』（2006年、劇団軌跡） - 明石 役
- 『シオン』（2007年、演劇企画夢現製作所） - 碓氷久人 役
- 『アロハ色のヒーロー』（2007年、劇団軌跡） - 東 役
- 『Fantastic Xmas』（2007年、劇団軌跡） - マサト 役
- 『Cafe MAHOROBA』（2008年、演劇企画夢現製作所） - 桜井東 役
- 『この声が君に届くまで』（2008年、演劇企画夢現製作所） - 真田弘樹 役
- リーディングシアター『ホス探へようこそ』(原作:立野真琴) （2008年）- 明智 役
- 『VERY MERY Xmas』（2008年、劇団軌跡） - アポロン 役
- リーディングシアター『ホス探へようこそ episode2』(原作:立野真琴) （2009年）- 明智 役

#### 2010年代
- リーディングシアター『リカバリ-Recovery-』（原作・脚本:日野イズム）（2010年）- 田中 役
- モエプロ第5回公演『夢みた景色の描き方 flag.1 ～青い春が止まらない～』（2011年9月15日 - 19日） - 向灰朔 役（ゲスト出演）[93]
- リーディングシアター『ホス探へようこそ FINAL』(原作:立野真琴) （2012年）- 明智 役
- 劇団カプセル兵団
  - 『からくりサーカス ―サーカス編―』（2012年11月15日 - 11月18日）
  - 『超鋼祈願ササヅカインー新たなる脅威ー』（2013年7月11日 - 7月15日）
  - 『超綱祈願ササヅカイン 戦いの果てに』（2016年2月4日 - 2月14日） - ダークヒーロー・ササヅカイン2号　役
  - 『日本の神の物語〜古事記より〜』（2016年3月23日 - 3月27日）
  - 『北欧神話の世界〜アスガルドの神々〜』（2017年6月14日）
  - 『インドの神の物語〜ヴェーダ聖典、ブラーフマナの神々〜』【声優編】（2018年6月5日・7日・9日 - 10日）
  - 『みんなの物語』（2018年9月）
  - 『ギルガメッシュ叙事詩』（2019年3月5日・8日）
- 進戯団 夢命クラシックス
  - ＃15公演『ファントム・ライセンス～STEAL THE PROMISE～』（2013年12月18日 - 22日） - ウバ 役[94]

- 朗読イベント『Jouer du cygne PART1〜インサイド・メモリー〜』（2015年2月）- 京 役
- 朗読イベント『Jouer du cygne noir 〜約束の音色〜』（2015年5月）- 高橋朔也 役
- 朗読イベント『Jouer du cygne PART2 〜妖綺譚〜』（2015年8月）- 凍矢 役
- 声劇和楽団 第6回公演『鳥獣奇譚』（2017年7月29日 - 30日） - 子がに 役[95]
- 朗読『学園デスパネル』（2017年8月12日、Produce team Office54）
- 進戯団 夢命クラシックス×07th Expansion
  - vol.3 『ROSE GUNS DAYS-season2-』（2017年12月6日 - 10日） - 孫子龍 役
  - vol.5『ROSE GUNS DAYS-Last Season-』（2018年12月28日 - 31日） - 孫子龍 役
- 朗読劇『罠 Piege pour un homme seul』（2019年2月6日 - 11日、演劇企画CRANQ）
- 朗読ミュージカル『CAROL～gang star & downtown princess ～』（2019年9月、Matsu-Ragi丸）
- 音楽朗読劇『ジキルvsハイド』2019年10月22日） - ジキル博士/ハイド氏 役[96]
- 声のプロフェッショナルが奏でるリーディングシェイクスピア『ロミオとジュリエット』（2019年12月21日） - ロミオ 役[97]
- 音楽朗読劇『レ・ミゼラブル』（2019年12月11日・13日） - ジャン・ヴァルジャン 役[98]

#### 2020年代
- 舞台『時系列で読むギリシャ神話』（2020年11月12日 - 11月15日、カプセル兵団）
- トライディア
  - ほんまる。『judgement～泡沫ニ映ス胡蝶ノ夢～』（2019年11月）[99]
  - 『隣人おとぎ注意報』（2020年2月）
  - 『チェイサーゲーム』（2022年2月）
  - 『異世界行ったら、すでに妹が魔王として君臨していた話。』（2022年10月）[100]
  - 『神血の救世主』（2023年1月）
  - ほんまる。『BrightStar～asterisk～』（2023年3月）
- 声のプロフェッショナルが奏でるリーディングシェイクスピア『マクベス』（2020年11月30日） - マクベス 役[101]
- 声優が魅了する日本怪談話『朗読劇 流離う魂-小泉八雲の世界-』（2020年12月24日） - 西田千太郎 他[102]
- 朗読で描くミステリー『シャーロック・ホームズ ～特別なあのひと～』（2021年1月5日・8日）ジョン・H・ワトソン（5日）、 シャーロック・ホームズ（8日）役[103]
- CHILL CHILL BOX 6th presents 朗読劇『プレ・パラディーゾ』（2021年2月7日） - ココ・ガーネット 役[104]
- 音楽朗読劇『レ・ミゼラブル』追加公演（2021年7月17日） - ジャヴェール 役[105]
- 朗読と能で描く陰陽師と鬼の世界『幽玄朗読舞・KANAWA』（2021年9月1日・5日） - 安倍晴明（1日）、藤原和人（5日）役[106]
- 舞台『白い雪と赤い華』（2021年9月27日・10月1日 - 3日、クロジ） - 書生/蓬生 役[107]
- 声のプロフェッショナルが奏でる日本文学『三つの愛と、厄災』（2021年10月17日） - 私（12時半公演）、ひばり（18時公演） 役 他[108]
- 音楽朗読劇『鳥獣奇譚』（2021年11月27日 - 28日、声劇和楽団） - 子がに 役[109]
- 声優朗読劇 VORLESEN フォアレーゼン
  - ～太陽が、痛いほどいっぱい～（愛知公演）（2021年12月）
  - ～伊香保幻視譚～（群馬公演）（2022年3月）[110]
  - ～泣いた殺し屋～（岐阜公演）（2022年7月）[111]
  - ～遺志～（新潟公演）（2022年10月）[111]
  - 〜波濤〜（宮城公演）（2022年12月）[112]
- 朗読『彼がお酒をやめたわけ』（2022年2月26日 - 27日、東京舞台） - 高遠 役[113]
- 『君の小説に登場する僕は』（2022年）[114]
- 『Time [never] comes back!?』（2022年5月、2023年8月）[115]
- リーディングシング『F ショパンとリスト』（2022年） [116]
- 『柳田國男　故郷七十年』（2022年）[117]
- 『フェルメール・ブルー』（2022年）[118]
- 『吸血鬼ドラキュラ 〜Eternal Love〜』（2022年）[119]
- 舞台『うしおととら』（2022年、カプセル兵団）- 杜綱悟 役[120]
- 朗読ミュージカル『MERDE〜Sweet bitter memory〜』（2022年、Matsu-Ragi丸）[121]
- 『アナザー・ミー』（2022年）[122]
- 『THE CLASSICAL LEGEND!! コンサート session 2』 - ストーリーテラー（2022年11月、2023年3月）[123][124]
- 『孤島の鬼』（2023年）[125]
- 『武士とジェントルマン』（2023年）[126]
- 朗読劇『ドリアン・グレイの肖像』（2023年）[127]
- 朗読劇『若きウェルテルの悩み』（2024年）[128]
- 朗読劇『ネコたん！〜猫町怪異奇譚〜』（2024年） - 雨宮将太 / 龍石李依 役[129]
- 朗読劇『ニュー・ルネッサンス・イン・パリ』（2024年）[130]
- 江戸川乱歩 名作朗読劇『少年探偵団』（2024年） - 怪人二十面相 役 他[131][132]
- 音楽朗読劇『仮面の男』〜アレクサンドル・デュマ・ペール『ダルタルニャン物語』より〜（2025年） -アラミス 役 他[133][134]
- 朗読劇 サラ・ベルナールの『サロメ』（2025年） - オスカー・ワイルド 役[135][136]
- VISIONARY READING『三島由紀夫レター教室』（2025年公演予定） - 丸トラ一 役[137]

### ラジオ・映像番組
※はインターネット配信。
- LK☆Tunes（Webラジオ番組※）
- ボクとセカイのWEBラジオ（2014年 - 2015年、ゲーム公式サイト内[138]※）
- 宮下栄治と中澤まさともの空回りタイフーン！（Webラジオ番組※）
- ラジオ・ラブなる！ （2016年 - 2017年、鎌倉エフエム放送）
- 乙女学研究所（2017年、Live.me配信※）
- 中澤まさとものシュガーPark（2018年、マンガPark※）
- ComicFesta Radio ユステイル種族集会（2020年、音泉※）[139]
- あんさんぶるスターズ！！『ALKALOID』&『Crazy:B』のラジオスクエア！！（2019年 - 2020年、音泉※）
- 中澤まさともの教えてなも先生（2020年、ニコニコ動画※）
- 中澤まさとも・佐藤拓也の胸キュンラボ from 100シーンの恋＋（2021年 - 2022年、ニコニコ動画※）

#### ラジオドラマ
- きくドラ 〜ラジオドラマで聴く名作文学〜
  - 芥川龍之介「あばばばば」（保吉[140]）
  - 芥川龍之介「仙人」（医師[141]）
  - 芥川龍之介「杜子春」（杜子春[142]）
  - 芥川龍之介「トロッコ」（語り[143]）
  - 芥川龍之介「桃太郎」（インフォメーション[144]）
  - 泉鏡花「義血侠血」（村越欣弥[145]）
  - 泉鏡花「外科室」（高峰医師[146]）
  - 上田秋成「白峰」（信西[147]）
  - 海野十三「一坪館」（源一、男[148]）
  - 江戸川乱歩「D坂の殺人事件」「宇宙怪人」「黄金仮面」「怪人二十面相」「屋根裏の散歩者」（明智小五郎[149][150][151][152][153]）
  - 江戸川乱歩「お勢登場」（格太郎[154]）
  - 江戸川乱歩「鏡地獄」（私[155]）
  - 江戸川乱歩「人でなしの恋」（門野[156]）
  - 江戸川乱歩「指」（医者[157]）
  - 太安万侶「古事記〜ヤマトタケル〜」（ヤマトタケル[158]）
  - 岡本かの子「売春婦リゼット」（探偵[159]）
  - 岡本かの子「呼ばれし乙女」（慶四郎[160]）
  - 小川未明「赤い蝋燭と人魚」（語り手[161]）
  - 小川未明「少年と秋の日」（男の子[162]）
  - 小川未明「水盤の王様」（兄[163]）
  - 小川未明「夏の晩方あった話」（年ちゃん[164]）
  - 小川未明「野ばら」（青年&旅人[165]）
  - 小川未明「百合の花」（太郎[166]）
  - 織田作之助「妖婦」（春&荒木[167]）
  - 菊池寛「恩讐の彼方に」（実之助[168]）
  - 岸田國士「チロルの秋」（語り[169]）
  - 楠山正雄「一本のわら」（下男[170]）
  - 国木田独歩「あの時分」（私[171]）
  - 倉田百三「出家とその弟子」（親鸞[172]）
  - 幸田露伴「五重塔」（川越の源太[173]）
  - 小林多喜二「独房」（俺〈田口〉[174]）
  - 坂口安吾「織田信長」（織田信長[175]）
  - 坂口安吾「黒田如水」（黒田官兵衛[176]）
  - 十返舎一九「東海道中膝栗毛」（船頭[177]）
  - 太宰治「人間失格」（葉蔵[178]）
  - 太宰治「グッド・バイ」（私〈田島〉[179]）
  - 太宰治「駆けこみ訴え」（キリスト[180]）
  - 太宰治「冬の花火」（タイトル[181]）
  - 田中貢太郎「蟹の怪」（N[182]）
  - 田中貢太郎「空中に消えた兵曹」（S中尉[183]）
  - 谷崎潤一郎 「お国と五平」（池田友之丞[184]）
  - 谷崎潤一郎「刺青」（番頭[185]）
  - 谷崎潤一郎「痴人の愛」（私〈河合譲治〉[186]）
  - 中勘助「漱石先生と私」（私〈中勘助〉[187]）
  - 中島敦「悟浄出世」（悟浄[188]）
  - 中島敦「悟浄歎異-沙門悟浄の手記-」（孫悟空[189]）
  - 夏目漱石「それから」（代助[190]）
  - 夏目漱石「坊っちゃん」（坊ちゃん[191]）
  - 新美南吉「おじいさんのランプ」（青年巳之助[192]）
  - 新美南吉「ラムプの夜」（旅人[193]）
  - 野村胡堂「銭形平次捕り物控」（百助[194]）
  - 長谷川伸「瞼の母」（番場の忠太郎[195]）
  - 久生十蘭「母子像」（警察官[196]）
  - 槇本楠郎「かぶと虫」（有一君[197]）
  - 水谷まさる「愛の讃歌」（吉田一郎[198]）
  - 宮沢賢治「銀河鉄道の夜」（町民[199]）
  - 宮沢賢治「猫の事務所」（一番書記 白猫[200]）
  - 宮沢賢治「よだかの星」（よだか[201]）
  - 紫式部「源氏物語-空蝉-」（光源氏[202]）
  - 村山籌子「三匹の小熊さん」（小熊2[203]）
  - 室生犀星「あにいもうと」（兄〈伊之〉[204]）
  - 森鴎外「阿部一族」（阿部弥五兵衛[205]）
  - 森鴎外「ヰタセクスアリス」（僕〈金井湛〉[206]）
  - 森鴎外「高瀬舟」（喜助[207]）
  - 柳田國男「遠野物語」（若者[208]）
  - 山川方夫「夏の葬列」（村の少年[209]）
  - 夢野久作「キャラメルと飴玉」（西郷玉・かりんとう[210]）
  - 与謝野晶子「金魚のお使い」（光さん[211]）
  - 吉川英治「黒田如水」（黒田官兵衛[212]）
  - 吉川英治「三国志」（諸葛亮[213]）
  - 吉川英治「宮本武蔵」（佐々木小次郎[214]）
  - 今昔物語（摂政 藤原伊尹[215]）
  - 作者不詳「虫めづる姫君」「とりかえばや物語」（若者[216][217]）

#### Project One-Size の番組
- One-Size Podcast『ちょいズレ！？アンテナ』、Project One-Sizeポッドキャストバラエティ『ナントカ実験室』（パーソナリティ）※2011年9月21日 最終回
- One-Size Podcast『粕谷幸司の「ゲスト中澤まさとも」』、『粕谷幸司の「ゲスト中澤まさとも」ver.平居』（レギュラー・ゲスト）※2013年11月01日 最終回
- Podcastラジオ『3色丼』（パーソナリティ） ※2016年12月 ユニット卒業に伴い番組も卒業

### ラジオCD
- DJCD「くまがみ珈琲店～プレミアムブレンド～」ダミーヘッドマイク初心者野上・熊谷へのダミヘ指南
- DJCD「くまがみ珈琲店～プレミアムブレンド～」テイスティングCD 2杯目
- DJCD ハイキュー!! 烏野高校放送部! 第14巻

### CM・PV
- 特撮リボルテック（ナレーション）
- 圕の大魔術師（ナレーション）
- フラジャイル
- 天地創造デザイン部
- 未熟なふたりでございますが [218]

### デジタルコミック
- こっち向いて愛してる（2023年、原田光）[219]
- みーくんと5回のおねがい（2022年、大城瑞季）[220]

### 映像作品
- 寺島惇太お兄さんのアニドルといっしょ!1
- 声優ボウリングランプリ5[221]
- 朗読劇『学園デスパネル』(2017年版)[222]
- 演劇企画CRANQ『罠』[223]
- クロジ第19回公演『白い雪と赤い華』[224]
- あんさんぶるスターズ!!ユニットソングCD ALKALOID & Crazy:B リリースライブ ～Kiss of Party～[225]
- あんさんぶるスターズ!! Starry Stage 4th -Star's Parade- August Day1、Day2[226]
- Ensemble Stars!! Cast Live Starry Symphony -the dead of night-[227]

## ディスコグラフィ

### シングル
|                  | 発売日        | タイトル                            | 規格品番 | 規格品番  | オリコン 最高位 |
| アニメイト限定盤 | 発売日        | タイトル                            | 通常盤   |           | オリコン 最高位 |
| ---------------- | ------------- | ----------------------------------- | -------- | --------- | --------------- |
| 1st              | 2020年1月22日 | Tales of World's End/正々堂々向上心 | ANI-1543 | MESC-0277 | 117位           |

### キャラクターソング
| 発売日   | 商品名                                                                        | 歌 | 楽曲 | 備考                                                   |
| 2014年   | 2014年                                                                        | 2014年 | 2014年 | 2014年                                                 |
| -------- | ----------------------------------------------------------------------------- | --- | --- | ------------------------------------------------------ |
| 12月24日 | DRAMAtical Murder Blu-ray BOX＆DVD BOX 特典CD2                                | クリア（中澤まさとも）                                                                                           | 「クラゲの歌」 「クラゲの歌 -extend electro-」 「クラゲの歌 -extend strings-」                                | テレビアニメ『DRAMAtical Murder』挿入歌                |
| 12月26日 | 壁ドン!SONG♪シリーズ1st そのカレ、深海頼生                                    | 深海頼生（中澤まさとも）                                                                                         | 「君は僕になんて言ってほしいの？（壁ドン！Version）」 「君は僕になんて言ってほしいの？（オリジナルVersion）」 | 『壁ドン！ SONG♪』関連曲                               |
| 2015年   |                                                                               | | |                                                        |
| 11月27日 | ボクとセカイのユークリッド オリジナルサントラ                                 | 橘那由多（田丸篤志）、明里真冬（中澤まさとも）                                                                   | 「ここにいたんだ」                                                                                            | ゲーム『ボクとセカイのユークリッド』エンディングテーマ |
| 11月27日 | ボクとセカイのユークリッド オリジナルサントラ                                 | 明里真冬（中澤まさとも）                                                                                         | 「ここにいたんだ」 「Desert Snow」                                                                            | ゲーム『ボクとセカイのユークリッド』関連曲             |
| 2017年   |                                                                               | | |                                                        |
| 9月20日  | アニドルカラーズ Clarity 1st Single                                           | Clarity | 「Trip × Trap」 「Delicious night!」                                                                          | ゲーム『アニドルカラーズ』関連曲                       |
| 9月20日  | アニドルカラーズ 7Colors & Clarity 1st Single Solo CD（きゃにめ連動購入特典） | 夏月雫（中澤まさとも）                                                                                           | 「Trip x Trap」                                                                                               | ゲーム『アニドルカラーズ』関連曲                       |
| 2018年   |                                                                               | | |                                                        |
| 8月15日  | Touch You                                                                     | 私立モリモーリ学園 性春♡男子s                                                                                    | 「Touch You」                                                                                                 | OVA『ヤリチン☆ビッチ部』主題歌                         |
| 8月15日  | Touch You                                                                     | 鹿谷樹（中澤まさとも）                                                                                           | 「Touch You」                                                                                                 | OVA『ヤリチン☆ビッチ部』関連曲                         |
| 8月22日  | アイ★チュウ Nice to Meet You! 〜We are MG9!〜                                 | MG9 | 「Nice to Meet You! 〜We are MG9〜」 「EXTRA SUMMER 〜Guys Be Ambitious!〜」                                  | ゲーム『アイ★チュウ』関連曲                            |
| 12月19日 | ヤリチン☆ビッチ部 キャラクターソングシリーズ ばなな味                         | 鹿谷樹（中澤まさとも）                                                                                           | 「シースルー♥ジャンキー」                                                                                     | OVA『ヤリチン☆ビッチ部』関連曲                         |
| 12月21日 | アニドルカラーズ Clarity 2nd Single                                           | Clarity | 「TEMPTATION’S KISS」                                                                                         | ゲーム『アニドルカラーズ』関連曲                       |
| 12月21日 | アニドルカラーズ Clarity 2nd Single                                           | 夏月雫（中澤まさとも）                                                                                           | 「TEMPTATION’S KISS」                                                                                         | ゲーム『アニドルカラーズ』関連曲                       |
| 2020年   |                                                                               | | |                                                        |
| 1月29日  | あんさんぶるスターズ!! ユニットソングCD ALKALOID                              | ALKALOID | 「Kiss of Life」 「翼モラトリアム」 「You're Speculation」                                                    | ゲーム『あんさんぶるスターズ!!』関連曲                 |
| 4月22日  | 決闘挽歌/逝キ逝キテ輪廻                                                       | 桂小五郎（中澤まさとも）                                                                                         | 「決闘挽歌」                                                                                                  | ゲーム『乙女剣武蔵』関連曲                             |
| 8月26日  | BRAND NEW STARS!!                                                             | ESオールスターズ                                                                                                 | 「BRAND NEW STARS!!」                                                                                         | ゲーム『あんさんぶるスターズ!!』主題歌                 |
| 8月26日  | BRAND NEW STARS!!                                                             | ESオールスターズ                                                                                                 | 「Walk with your smile」                                                                                      | ゲーム『あんさんぶるスターズ!!』関連曲                 |
| 8月26日  | あんさんぶるスターズ!! 5th Anniversary song「Walk with your smile」           | ALKALOID | 「Walk with your smile(ALKALOID ver.)」                                                                       | ゲーム『あんさんぶるスターズ!!』関連曲                 |
| 10月8日  | アニドルカラーズ Clarity New Single                                           | Clarity | 「Coup d'état」                                                                                               | ゲーム『アニドルカラーズ』関連曲                       |
| 10月8日  | アニドルカラーズ Clarity New Single                                           | 夏月雫（中澤まさとも）                                                                                           | 「Coup d'état」                                                                                               | ゲーム『アニドルカラーズ』関連曲                       |
| 2021年   |                                                                               | | |                                                        |
| 1月27日  | あんさんぶるスターズ!! ESアイドルソング season1 ALKALOID                      | ALKALOID | 「Living on the edge」 「Distorted Heart」 「BRAND NEW STARS!!(ALKALOID ver.)」                               | ゲーム『あんさんぶるスターズ!!』関連曲                 |
| 6月23日  | FUSIONIC STARS!!                                                              | ESオールスターズ                                                                                                 | 「FUSIONIC STARS!!」                                                                                          | ゲーム『あんさんぶるスターズ!!』関連曲                 |
| 9月9日   | あんさんぶるスターズ!! FUSION UNIT SERIES 03 ALKALOID ✕ Valkyrie              | ALKALOID、Valkyrie                                                                                               | 「Artistic Partisan」                                                                                         | ゲーム『あんさんぶるスターズ!!』関連曲                 |
| 9月9日   | あんさんぶるスターズ!! FUSION UNIT SERIES 03 ALKALOID ✕ Valkyrie              | ALKALOID | 「FUSIONIC STARS!!(ALKALOID ver.)」                                                                           | ゲーム『あんさんぶるスターズ!!』関連曲                 |
| 2022年   |                                                                               | | |                                                        |
| 2月9日   | あんさんぶるスターズ!! シャッフルユニットソング コレクション vol.02           | 月都スペクタクル                                                                                                 | 「ムーンライトディスコ」                                                                                      | ゲーム『あんさんぶるスターズ!!』関連曲                 |
| 3月23日  | あんさんぶるスターズ!! ESアイドルソング season2 ALKALOID                      | ALKALOID | 「Believe 4 leaves」 「Hysteric Humanoid」                                                                    | ゲーム『あんさんぶるスターズ!!』関連曲                 |
| 6月22日  | あんさんぶるスターズ!! 7th Anniversary song 「Surprising Thanks!!」           | ESオールスターズ                                                                                                 | 「Surprising Thanks!!」                                                                                       | ゲーム『あんさんぶるスターズ!!』関連曲                 |
| 12月7日  | あんさんぶるスターズ!! ESアイドルソング season3 ALKALOID                      | ALKALOID | 「VERMILION」 「Surprising Thanks!!(ALKALOID ver.)」                                                          | ゲーム『あんさんぶるスターズ!!』関連曲                 |
| 12月14日 | ブルーロック キャラクターソングミニアルバム vol.1                             | TEAM Z | 「The Last One」                                                                                              | テレビアニメ『ブルーロック』関連曲                     |
| 12月14日 | ブルーロック キャラクターソングミニアルバム vol.1                             | 潔世一（浦和希）、久遠渉（中澤まさとも）、雷市陣吾（松岡禎丞）、今村遊大（千葉翔也）、伊右衛門送人（綿貫竜之介） | 「Monsters」                                                                                                  | テレビアニメ『ブルーロック』関連曲                     |
| 2023年   |                                                                               | | |                                                        |
| 3月24日  | あんさんぶるスターズ!! カバーソングコレクション                               | ALKALOID、Double Face                                                                                            | 「夜に駆ける」                                                                                                | ゲーム『あんさんぶるスターズ!!』関連曲                 |
| 6月28日  | あんさんぶるスターズ!! 8th Anniversary song「One with One」                   | ESオールスターズ                                                                                                 | 「One with One」                                                                                              | ゲーム『あんさんぶるスターズ!!』関連曲                 |
| 11月24日 | 「ALL RUSH!!」ドラマ＆キャラクターソングCD 第2巻                              | 伊須颯人（土岐隼一）、嬉野衛（中澤まさとも）                                                                     | 「ツナギテ」                                                                                                  | ドラマCD『ALL RUSH!!』関連曲                           |
| 12月20日 | あんさんぶるスターズ!!アルバムシリーズ「TRIP」 ALKALOID                       | ALKALOID | 「Black Out See Saw」 「UNDYING HOLY LOVE」 「One with One (ALKALOID ver.)」                                  | ゲーム『あんさんぶるスターズ!!』関連曲                 |
| 12月20日 | あんさんぶるスターズ!!アルバムシリーズ「TRIP」 ALKALOID                       | 風早巽（中澤まさとも）                                                                                           | 「Starlight of Faith」                                                                                        | ゲーム『あんさんぶるスターズ!!』関連曲                 |
| 2024年   |                                                                               | | |                                                        |
| 6月26日  | BRAND NEW STARS!!                                                             | ESオールスターズ                                                                                                 | 「BRAND NEW STARS!!」 「Walk with your smile」                                                                | ゲーム『あんさんぶるスターズ!!』関連曲                 |
| 6月26日  | FUSIONIC STARS!!                                                              | ESオールスターズ                                                                                                 | 「FUSIONIC STARS!!」                                                                                          | ゲーム『あんさんぶるスターズ!!』関連曲                 |
| 8月19日  | ブレイクマイケース パーソナルソング・コンピレーション Vol.1                   | 隠岐谷誓（中澤まさとも）                                                                                         | 「愛だと思えば」                                                                                              | ゲーム 『ブレイクマイケース』 関連曲                   |

### その他参加作品
| 発売日         | 商品名                                           | 歌                             | 楽曲 | 備考                                                                          |
| -------------- | ------------------------------------------------ | ------------------------------ | --- | ----------------------------------------------------------------------------- |
| 2011年12月31日 | 六軒島夜会                                       | 中澤まさとも                   | 「Red Rose Bloomin'」［ロノウェ］ | 猫招き歌劇団オリジナル うみねこのなく頃にキャラクターイメージソング集（同人） |
| 2016年9月23日  | まいにちきねんび                                 | 中澤まさとも                   | 「まいにちきねんび」 「MagicalWorth」 | ステラワース5周年記念テーマソング                                             |
| 2017年2月14日  | Through the day                                  | 中澤まさとも meets ZIZZ STUDIO | 「Walking to the sun」 「トワイライトメゾン」 |                                                                               |
| 2018年12月26日 | Nervous as a cat，Sick as a dog/ソワソワザワザワ | ZIZ-ZAWA-X（中澤まさとも）     | 「Green eyes My lady」 「Smooky Doggy Bluce」 「Sweet Blue Paper Moon」 「不信の夜に」 「猫はどこだ」 「missing my face」 「四月の恋」 「Rolling Rolling Buzz Game」 | ZIZ-ZAWA プロデュースvol.0.4.1 『THE FOOL』キャラクターアプローチソングCD     |